# Garovaglia brassii
Garovaglia brassii är en bladmossart som beskrevs av During 1977. Garovaglia brassii ingår i släktet Garovaglia och familjen Pterobryaceae. Inga underarter finns listade i Catalogue of Life.